# Wilhelm Jaensson
Carl Wilhelm Jaensson, född den 18 mars 1853 i Tjällmo, Östergötland, död den 12 december 1931, var en svensk målare, far till Gustaf Jaensson.
Jaensson studerade vid Konstakademien 1875-81 och i Paris 1883-1884 samt vann kungliga medaljen sistnämnda år. Från 1875 var Jaensson teckningslärare i olika skolor i Stockholm och blev 1901 tavelrestauratör vid Nationalmuseum efter föregående specialstudier i München för professor Hauser. Han var konservator vid Nationalmuseum 1903-1921. Bland Jaenssons arbeten med motiv från olika delar av Sverige märks Rekognoscering (vinterlandskap) och Aftonstämning vid havet (1897, Nationalmuseum).